# Uracantholeptes
Uracantholeptes is een geslacht van hooiwagens uit de familie Gonyleptidae.
De wetenschappelijke naam Uracantholeptes is voor het eerst geldig gepubliceerd door Mello-Leitão in 1926. 

## Soorten
Uracantholeptes omvat de volgende 2 soorten:
- Uracantholeptes anomalus
- Uracantholeptes damicoi